# Drumroll, please
Drumroll, please är det trettonde avsnittet av första säsongen av TV-serien How I Met Your Mother. Det hade premiär på CBS den 23 januari 2006.

## Sammandrag
Ted träffar Victoria på bröllopet. Efter det vill han träffa henne igen, men han kan inte hitta henne. Robin inser att hon gillar Ted.  

## Handling
Avsnittet tar vid där The Wedding slutar. Ted ser en vacker kvinna på andra sidan rummet när han är på bröllop och deras blickar möts. Morgonen därpå berättar han för Marshall och Lily att han hade en fantastisk kväll. 
Ted hade gått fram till kvinnan och flirtar med henne. Eftersom bröllop är så romantiska att livet efteråt inte kan leva upp till romantiken, enligt tjejen, hade de kommit överens om att bara umgås på bröllopet och inte träffa varandra efteråt. De berättade bara förnamnen för varandra. Kvinnan heter Victoria. 
Lily och Marshall avbryter Teds historia och säger att det var en usel plan. Ted försvarar dock beslutet och berättar vidare. Han stal en flaska champagne, hon stal brudbuketten och de gick till ett rum med en flygel. Victoria steppade medan Ted spelade. Sedan satt de på pianopallen tillsammans och kysstes - nästan. 
Lily och Marshall tycker fortfarande att Ted varit en idiot som inte tog Victorias telefonnummer. Ted inser att han vill träffa henne igen och börjar ta reda på vem hon är. Han ber Barney kolla om den brudtärna han raggade upp känner henne. Det gör hon inte.
Robin berättar för Lily att hon har blivit utsedd till vikarierande nyhetsankare efter sin insats kvällen före. (Hennes inhopp var anledningen till att hon inte var med på bröllopet som Teds dejt.) Lily berättar vad som hänt mellan Ted och Victoria, och Robin inser att hon vet vem Victoria är. 
Robin hade smugit in på bröllopet när hon var klar med sitt arbete för att överraska Ted. Hon såg hur Ted och Victoria nästan kysstes och gick för att gråta på toaletten. Victoria dök upp, hörde henne genom dörren till toalettbåset och sträckte in brudbuketten för att trösta henne. 
Lily drar slutsatsen att Robin har känslor för Ted, vilket Robin tvingas medge. Hon måste därför välja att berätta om sina känslor för Ted eller att berätta för Ted vem Victoria är. 
När Robin ska prata med Ted ringer hans telefon. Det är den nygifta Claudia. Genom samtalet inser Ted att Victoria var på bröllopet för att hon var den konditor som bakat bröllopstårtan. Robin uppmanar Ted att försöka vinna Victoria. Ted åker genast till Victorias konditori där de kysser varandra.

## Popkulturella referenser
- Ted presenterar sig för Victoria som Lando Calrissian, en av karaktärerna från Star Wars.
- Ted spelar "The Entertainer" av Scott Joplin på flygeln.
- Om Barney ringer upp brudtärnan lovar Ted att följa med på Foxy Boxing, en form av sexualiserad underhållning med lättklädda kvinnor som boxas.